# 2009 en Indonésie
2007 en Indonésie - 2008 en Indonésie - 2009 en Indonésie - 2010 en Indonésie - 2011 en Indonésie
2007 par pays en Asie - 2008 par pays en Asie - 2009 par pays en Asie - 2010 par pays en Asie - 2011 par pays en Asie

## Chronologie

### Janvier 2009
- Mercredi 7 janvier 2009, Sumatra : près d'un millier de réfugiés birmans de l'ethnie Rohingya, musulmans et minoritaires, sont arrivés en quatre bateaux sur l'île de Weh et sont parqués sur la base navale près de Sabang. Les réfugiés ont échoué, le 7 janvier, sur l'île de Weh, à l'extrême nord de l'Indonésie.

- Dimanche 11 janvier 2009, Sulawesi : un ferry, le « Teratai Prima », fait naufrage à 50 kilomètres au large de Majene, dans de très mauvaises conditions météorologiques avec 268 personnes à bord (samedi, 20h00 UTC). 18 survivants ont pu être secourus et 249 personnes sont portées disparues. Le navire effectuait la liaison entre Pare-Pare, un port de l'ouest de  Sulawesi, et Samarinda, province de Kalimantan-Est, sur l'île de Bornéo. Un rescapé a indiqué que le ferry avait été heurté par une vague scélérate de quatre mètres avant de couler[1].

- Mercredi 28 janvier 2009, Java : une jeune femme de 21 ans est décédée de la grippe aviaire, après avoir été hospitalisée à Surabaya (île de Java). Des experts doivent inspecter la volaille dans le village où habitait la jeune femme. 115 morts ont été recensés en Indonésie depuis 2003 par l'Organisation mondiale de la santé ce qui en fait le pays comptant le plus grand nombre de victimes de la grippe aviaire, sur les 250 comptabilisés dans le monde. Les scientifiques craignent qu'une mutation permette des contaminations d'homme à homme ce qui pourrait provoquer une épidémie mondiale meurtrière.

- Vendredi 30 janvier 2009 : 75 % des 250 responsables de mosquées indonésiennes interrogés par un sondage, mené par l'université musulmane Syarif Hidayatullah entre novembre et janvier, condamnent le recours aux attaques suicide perpétrées au nom de l'islam, cependant 9 % estiment qu'elles peuvent être justifiées. Ils estiment aussi à 78 % que la démocratie est la meilleure méthode de gouvernement et le meilleur des systèmes politiques pour l'Indonésie, le plus grand pays musulman au monde avec près de 90 % de croyants sur un total de 234 millions d'habitants.

### Février 2009
- Jeudi 5 février 2009 : Une femme, Karen Agustiawan a été nommée comme PDG de la société nationale indonésienne de pétrole et gaz Pertamina. Elle remplace Ari Sumarno, dont la gestion a été critiquée, notamment par le président Susilo Bambang Yudhoyono, après les pénuries de carburants en 2008 et un récent incendie qui a endommagé un important centre de stockage près de Jakarta. Ce changement s'accompagne d'une série de nominations « d'experts techniques et gestionnaires » à la tête de Pertamina. Une des priorités de la nouvelle présidente sera d'augmenter la production pétrolière de l'Indonésie, première économie de l'Asie du Sud-est et quatrième pays le plus peuplé au monde, est devenue importateur net de pétrole et a quitté pour cette raison l'Opep fin 2008[2].

- Mercredi 11 février 2009 :  Un tribunal civil a blanchi le fils cadet de l'ancien président Suharto, Tommy Suharto, des accusations de corruption dans une affaire de détournement présumé de 400 millions de dollars des caisses de l'État. Ce jugement est immédiatement dénoncé par des associations de lutte contre la corruption, pour qui il démontre l'influence persistante de la famille de l'ancien dictateur, décédé en 2008, dix ans après avoir quitté le pouvoir. Le ministère des Finances avait saisi la justice en estimant que Tommy Suharto avait fraudé l'État à hauteur de 400 millions de dollars. En février 2008, Tommy Suharto, avait été blanchi des accusations de corruption lancées par un autre organisme public[3].

- Jeudi 22 février 2009, Sulawesi :  un séisme de magnitude 7,2 a été enregistré au large de la pointe nord-est de l'île indonésienne des Célèbes (Sulawesi  nord). Plusieurs centaines d'édifices, dont des écoles, des églises et des dispensaires ont subi des dégâts et 49 personnes ont été blessées. Son épicentre  se situe à 327 kilomètres de la ville de Manado et à 280 km de General Santos aux Philippines, à une profondeur de 33 kilomètres.

### Mars 2009
- Vendredi 6 mars 2009, Java : selon le WWF, le rhinocéros de Java, est l'espèce de mammifère la plus menacée de disparition de la planète. Il  en resterait aujourd'hui moins de 60 en liberté, quasiment tous dans le parc national d'Ujung Kulon   et leur nombre est en baisse à cause d'un faible taux de natalité, seules trois femelles sont véritablement fertiles. Cet impressionnant rhinocéros  pèse quelque 2,3 tonnes et fait plus de trois mètres de long.

- Vendredi 27 mars 2009, Java : la rupture d'un barrage dans la zone industrielle de Tangerang (périphérie sud de Jakarta) cause la mort par noyade d'au moins 67 personnes et fait une centaine de disparus. La crue du lac artificiel de Situ Gintung s'est déversée vers 2 heures du matin sur un quartier résidentiel très peuplé, engloutissant quelque 500 maisons. Les habitants ont été surpris dans leur sommeil par la montée des eaux. Le barrage, qui s'étend sur une vingtaine d'hectares avec une capacité d'environ 2 millions de m³, a rompu provoquant une montée des eaux de 2 mètres.

- Samedi 28 mars 2009 : un séisme de magnitude 6,0 a ébranlé la région de la Papouasie.

### Avril 2009
- Samedi 4 avril 2009, Sulawesi : un séisme de magnitude 6,5 est survenu  au nord de l'île indonésienne des Célèbes. La secousse sous-marine a eu lieu à 117 km au nord-est de Melonguane à une profondeur de 10 km.

- Lundi 6 avril 2009, Java : 24 militaires indonésiens ont été tués dans le crash de leur avion d'entraînement, un Fokker 27, qui s'est écrasé, avant de prendre feu contre un hangar, sur une base aérienne de l'île de Java à proximité de l'aéroport de Bandung à 110 km de la capitale Jakarta. L'avion a été totalement détruit et seuls 18 corps ont pu être identifiés.

- Jeudi 9 avril 2009 :
  - Élections législatives. Le scrutin, auquel étaient conviés plus de 170 millions d'électeurs inscrits, a été entaché de violences juste avant l'ouverture des bureaux de vote. En Papouasie, province orientale où six personnes au moins ont péri dans des violences et où des bâtiments ont été incendiés.
  - Papouasie : Le crash d'un avion-cargo cause la mort de 6 personnes.

- Vendredi 17 avril 2009, Papouasie : crash d'un avion Pilatus Porter de la compagnie aérienne Mimika Air qui effectuait la liaison entre les villes de Ilaga et Mulia. 9 personnes ont trouvé la mort dont des responsables de la commission électorale. En raison du nombre élevé d'accidents, l'Union européenne a placé en juillet 2007 sur sa « liste noire » l'ensemble des 51 compagnies aériennes indonésiennes, leur interdisant ainsi de poser leurs avions dans les 27 pays de l'UE.

### Mai 2009
- Mercredi 20 mai 2009, Java : un avion militaire Lockheed C-130 Hercules s'est écrasé dans une rizière de l'est de l'île et a pris feu tuant au moins 96 passagers, des militaires et leurs familles et 2 villageois tués par la chute de l'avion. 15 autres passagers ont survécu au crash. Parti de Jakarta, l'appareil de l'armée de l'air transportait 11 membres d'équipage et une centaine de passagers, des soldats et des membres de leurs familles, dont 14 enfants, à destination de la province de Papouasie. Il s'est écrasé alors qu'il était en phase d'atterrissage, pour une escale, sur une base militaire proche de la ville de Magetan (160 kilomètres à l'est de Yogyakarta). Avant le choc, l'avion a « heurté plusieurs maisons puis a rebondi sur le sol », a indiqué un témoin, tandis que d'autres assurent avoir entendu un bruit d'explosion lorsqu'il était encore en vol. Ses débris ont été disséminés sur plusieurs dizaines de mètres au milieu de rizières et de champs. Construits par le groupe américain Lockheed, les Hercules C-130 sont des avions d'une capacité de 120 sièges très utilisés dans le monde pour le transport de troupes et de matériel[4].

- Vendredi 22 mai 2009 : des responsables religieux musulmans indonésiens appellent les internautes à utiliser avec circonspection les sites de socialisation comme Facebook ou Friendster, susceptibles de favoriser les commérages et l'obscénité. Débattant de l'explosion d'internet et de ses conséquences religieuses, morales et éducatives, ils estiment que l'utilisation des sites de sociabilisation  « favorisent les commérages et la critique des autres est contraire à la loi de l'islam » et par conséquent, ils interdisent « l'utilisation de Facebook et des autres sites de sociabilisation s'ils ne favorisent pas l'enseignement de l'islam ». Si aucun progrès n'était constaté à l'avenir, le Conseil des Oulémas pourrait saisir le gouvernement afin qu'il prenne des mesures pour restreindre l'accès aux sites critiqués.

### Juin 2009
- Mardi 2 juin 2009, Bali : 25 personnes, dont quatre Occidentaux, sont décédées ces derniers jours après avoir bu un breuvage alcoolisé frelaté contenant du méthanol sur l'île touristique. Un Balinais a été interpellé après avoir été soupçonné d'avoir concocté le breuvage mortel, un vin de palme auquel a été ajouté du méthanol, un composant chimique toxique utilisé notamment dans les solvants.

- Mardi 9 juin 2009 : la Bourse de Jakarta lance un nouvel indice destiné à aider les investisseurs à promouvoir les entreprises « écologiquement et socialement responsables » en Indonésie, un pays très affecté par la détérioration de l'environnement. 25 sociétés ont été retenues pour entrer dans cet indice. La Fondation indonésienne pour la biodiversité, qui a collaboré avec la Bourse pour sa mise en œuvre. Les entreprises sont examinées sur la base de six critères, portant sur l'environnement, l'engagement social, la bonne gouvernance, le respect des droits de l'Homme, le droit du travail et les pratiques commerciales[5].

- Mardi 16 juin 2009, Sumatra : l'explosion d'une poche de méthane suivie de l'effondrement d'une mine villageoise de charbon dans le district de Sawahlunto (ouest) cause la mort d'au moins 27 mineurs et fait 10 disparus.

- Vendredi 26 juin 2009, Sulawesi : un séisme de magnitude 5,5, suivi d'une réplique similaire, s'est produit à une profondeur de 8 kilomètres à plus de 120 km de Gorontalo.

- Lundi 29 juin 2009 : la police annonce l'arrestation de 6 personnes — cinq Singapouriens et un Indonésien — soupçonnées d'être membres du réseau terroriste islamiste Jemaah Islamiyah. Les suspects ont été arrêtés au cours de raids menés dans plusieurs lieux au cours des sept derniers jours.

### Juillet 2009

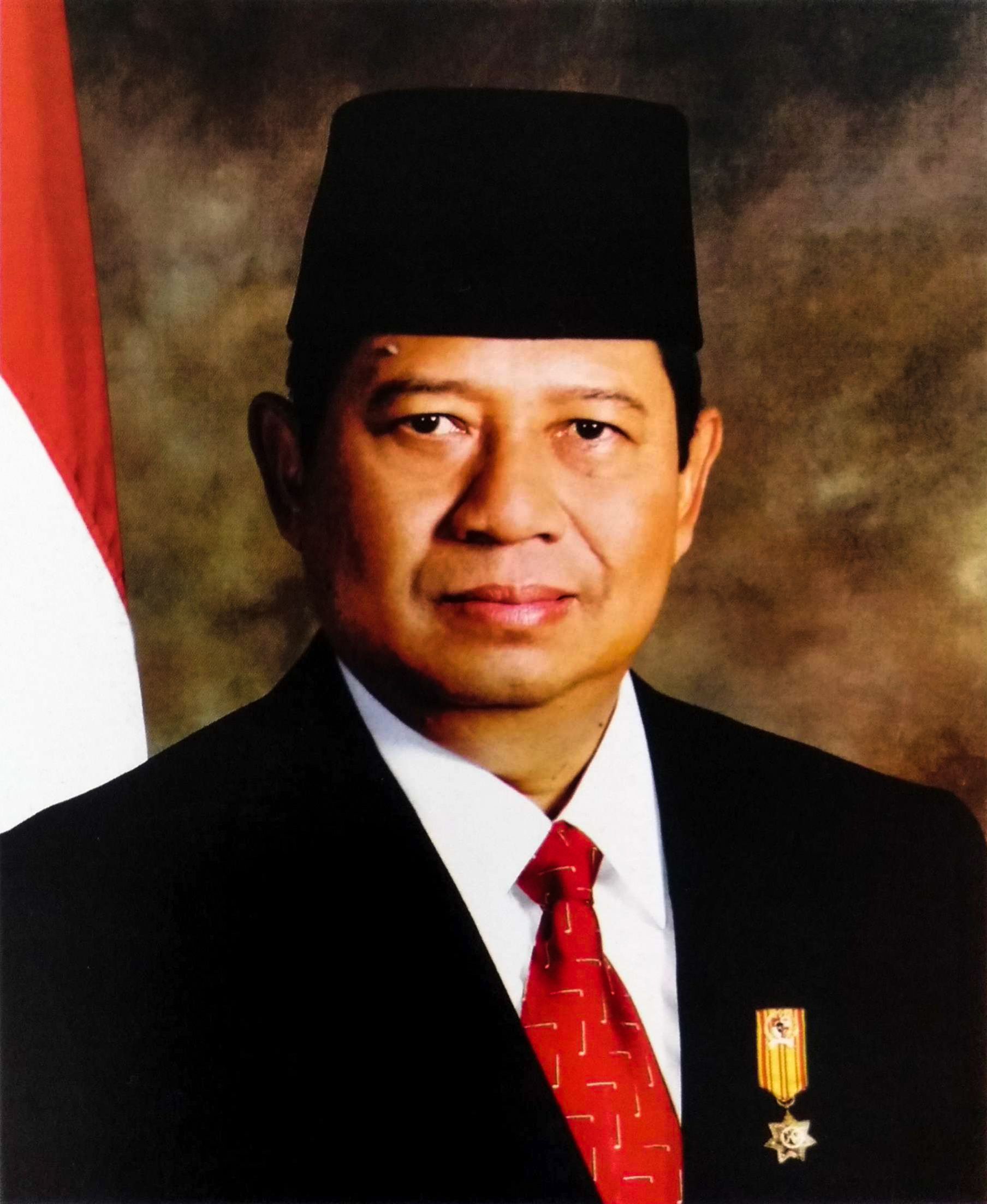
Susilo Bambang Yudhoyono
(mai 2009)

- Mercredi 8 juillet 2009 : Élection présidentielle à laquelle sont appelés environ 176 millions d'Indonésiens. Le président Susilo Bambang Yudhoyono (59 ans) est réélu dès le premier tour. Ses deux principaux adversaires étaient l'ex-présidente Megawati Sukarnoputri et l'actuel vice-président Jusuf Kalla.

- Lundi 13 juillet 2009 : séisme de 6,4 sur l'île de Sumba, à une profondeur de 86 km, à 107 km au nord-ouest de Waingapu.

- Vendredi 17 juillet 2009 : un double attentat suicide dans un restaurant de l'hôtel Marriott cause la mort de 8 personnes et en blesse 55 autres. Le groupe terroriste Jemaah Islamiyah de Nordin Top en est tenu responsable comme pour d'autres actes terroristes ces dernières années.

- Samedi 25 juillet 2009 : résultats définitifs de l'élection présidentielle du 8 juillet; le président sortant, le général Susilo Bambang Yudhoyono (59 ans) a obtenu 60,8 % des suffrages dès le premier tour, devant l'ancienne présidente Megawati Sukarnoputri, candidate du Parti Démocratique de Lutte (PDI-P), 26,8 % des voix, et le vice-président Jusuf Kalla, 12,4 %[6].

### Septembre 2009
- Mercredi 30 septembre 2009 : Un séisme de 7,6 magnitude frappe ouest de l'Indonésie, tuant au moins 75 et le piégeage des milliers de personnes sous les décombres.